# Mtafiti Imara
M'tafiti Imara ist ein US-amerikanischer Saxophonist, Komponist und Musikpädagoge.

## Leben
Imara begann seine musikalische Ausbildung am San Francisco Conservatory of Music. Er studierte Philosophie und Religionswissenschaft an der San Francisco State University, erlangte den Mastergrad in den Fächern Musiktheorie und Komposition am Mills College und den Ph.D. für Komposition an der Michigan State University. Privaten Unterricht nahm er außerdem bei David Sheinfeld, David Rosenboom, Mark Sullivan, Jere Hutchinson, Joe Henderson, Anthony Braxton und Marcus Belgrave. Seit 2001 ist er Professor für Musik an der California State University, San Marcos.
Mit dem Hintergrund afroamerikanischer Musik – Blues, Gospel, Rhythm and Blues und auch Jazz – begann er seine Laufbahn als Musiker in der Region von San Francisco und hatte dann außer in den USA Auftritte in Europa, Afrika, Brasilien und Indien. Unter anderem trat er mit Jimmy McCracklin, Bobby „Blue“ Bland, Agbeokuta, Ed Kelly, Fred Lonberg-Holm, den Gruppen Ancestral Wisdom und The African Roots of, dem Nova Ghost Sectet und dem Splorb Saxophone Quartet auf.
Als Komponist arbeitete er u. a. mit den Choreographen Linda Goodrich (CitiCentre Dance Company), Deborah Vaughn (Dimensions Dance Theater), Nontsizi Cayou (Wajumbe Cultural Ensemble) und Leon Jackson (Experimental Group Young People’s Theater) zusammen. 1990 wirkte er an Lonberg-Holms Album Theory of Motion mit. Sein Debütalbum Mwafrika erschien 2002. Sein zweites Album Faun's Dance wurde 2009 aufgenommen.